# 银坊镇
银坊镇，是中华人民共和国河北省保定市涞源县下辖的一个乡镇级行政单位。1939年，日军将领阿部规秀在此地黄土岭村被击毙。

## 行政区划
银坊镇下辖以下地区：
银坊村、碾盘村、吉河村、北坛村、张家坟村、南道神村、松树台村、南沟村、银炉台村、上铺村、牛栏村、玉皇沟村、玉皇安村、上下台村、合婚台村、杏树台村、雁宿崖村、营尔村、司格庄村、长祥沟村和黄土岭村。